# Jean Pinault
Pour les articles homonymes, voir Pinault.
Jean Pinault, né le 21 juin 1946 à Genillé (Indre-et-Loire) et mort le 7 août 2019 à Loches, est un coureur cycliste français. Il compte plus de 500 victoires chez les amateurs.

## Biographie
Jean Pinault a porté les couleurs de plusieurs clubs : à la SV Loches, à Grenoble, au CC Bourré, à l'AVC Châteauroux, à l'AS Montlouis, à l'AAJ Blois (club pour lequel il remporte le plus de victoires), à Aigurande et Montrésor. 
En 1968, il gagne la Route de France. L'année suivante, il intègre l'équipe cycliste professionnelle Bic.
À plus de soixante-dix ans, Jean Pinault participe à des compétitions cyclistes en UFOLEP. Jean Pinault est mort le 7 août 2019.

## Palmarès et résultats

### Palmarès par année
- 1967
  - 2e du championnat de l'Orléanais
- 1968
  - Route de France :
    - Classement général
    - 3ea et 5eb (contre-la-montre) étapes

  - 2e du championnat de l'Orléanais
- 1973
  - 3e du Prix Albert-Gagnet
- 1975
  - Circuit de la Vallée de la Creuse
- 1976
  - 4e étape des Trois Jours de Caen
- 1978
  - Circuit des Monts et Barrages
  - 3e étape de Paris-Vierzon
  - 2e du Tour de la Manche
  - 2e du Circuit des Deux Ponts
- 1979
  - Circuit du Viaduc
  - 4e étape des Trois Jours de Caen
  - 3e étape des Boucles de la Haute-Vienne
  - 2e du Circuit de la vallée de la Creuse
  - 3e des Boucles du Bas-Limousin
- 1980
  - Polymultipliée lyonnaise
  - 2e des Boucles du Bas-Limousin
  - 3e du Grand Prix de la Trinité
- 1981
  - 6e étape des Boucles de la Haute-Vienne
  - 3e du Circuit Berrichon
- 1982
  - Limoges-Saint-Léonard-Limoges
  - 5e étape des Boucles de la Haute-Vienne
  - Grand Prix de la Trinité
  - 2e du Tour du Canton de Dun-le-Palestel
  - 2e du Grand Prix de Fougères
  - 3e des Boucles de la Cère
- 1983
  - Circuit des Monts du Livradois
  - Prix Albert-Gagnet
  - Circuit du Viaduc
- 1984
  - 4e étape des Boucles de la Haute-Vienne
- 1985
  - 2e du Circuit des Deux Ponts
  - 2e du Circuit de la Vallée de la Creuse
- 1986
  - Prix Albert-Gagnet
- 1990
  - 2e de La Durtorccha

### Résultats sur les grands tours

#### Tour d'Espagne
1 participation
- 1969 : 65e